# Numata
Numata (Japans: 沼田市, Numata-shi) is een stad in de  Japanse prefectuur Gunma, in 1532 gesticht door de familie Numata. Het is een zelfstandige stad (市) en heeft dus een stadsbestuur (沼田市). Op 1 mei 2008 had de stad bijna 52.000 inwoners en een bevolkingsdichtheid van 117 inw./km². De oppervlakte van de stad bedraagt 443,37 km².

## Geschiedenis
Numata werd in 1532 gesticht door de familie Numata. Als feodale stad floreerde Numata onder de families Sanada, Honda, Kuroda en Toki.
Na de Meijiperiode werd Numata een commercieel centrum in noordelijk Gunma. De spoorlijn die in 1924 gereed kwam droeg daar sterk aan bij. Na de Tweede Wereldoorlog groeide de bosbouw en de houtindustrie.
Numata werd op 1 april 1954 een stad (shi) na samenvoeging van de gemeente Numata (沼田町, Numata-machi) met de dorpen Tonami, Ikeda, Usune en Kawada.
Op 13 februari 2005 werden de dorpen Shirasawa (白沢村, Shirasawa-mura) en Tone (利根村, Tone-mura) bij Numata gevoegd.

## Zomerfestival
Het zomerfestival van Numata dat van 3 tot en met 5 Augustus elk jaar gehouden wordt is een klassiek Japans zomerfestival (Japans: matsuri/まつり). Het is een bijzonder groot zomerfestival en men zal dan ook een hele middag kunnen besteden indien men het hele festival wil zien. Een van de bijzondere gebeurtenissen op het festival is het rondragen van een enorm Tengumasker, door vrouwen die bidden voor de veiligheid van hun familie. Verder worden er vele draagbare altaren rondgedragen door kinderen onder het roepen van "washoi".

## Vervoer
Numata is vanuit Takasaki (高崎) en Maebashi (station Shim-Maebashi 新前橋) te bereiken met de Jōetsu-lijn (上越線) van de maatschappij JR East. Deze lijn is echter niet erg frequent (minder dan een keer in het uur). Het station van Numata ligt in een vallei en voor het grootste gedeelte van de stad zal men een heuvel op moeten. Voor het station gaan echter een, voor de regio, groot aantal bussen.
Numata ligt aan de Kanetsu-autosnelweg en aan de autowegen 17, 120 en 145.

## Demografie
| Bevolkingsdiagram                                          |                                                                |
| Bevolkingspiramiden van Numata en het nationale gemiddelde | De bevolkingspiramide van Numata en de bevolking naar geslacht |
| ■ Purper is Numata ■ Groen is het nationale gemiddelde     | ■ Blauw = man ■ Rood = vrouw                                   |

## Geboren in Numata
- Koji Omi (Japans: 尾身幸次, Omi Kōji) politicus, minister van financiën in het kabinet van Shinzo Abe

## Stedenband
Numata heeft een stedenband met
- Füssen, Duitsland, sinds september 1995.

## Aangrenzende steden
- Shibukawa
- Midori
- Nikkō
- Kiryū